# ماریا هربینتسکا
ماریا هربینتسکا (انگلیسی: Maria Hrebinetska; ۱ ژانویهٔ ۱۸۸۳ – ۱۵ اوت ۱۹۷۲) خواننده، و بازیگر اهل اوکراین بود.